# Lachoudisch
Lachoudisch (výslovnost /lachodiš/) je germánský jazyk, používající hebrejské písmo, židy přezdívaný jako „tajný jazyk“. V podstatě jde o dialekt němčiny se silným vlivem jidiš a hebrejštiny (až 80 %). Tento jazyk používali rádi židovští handlíři s dobytkem při smlouvání ve městečku Schopfloch ve Francích. Byl blízce příbuzný a vzájemně srozumitelný s jazykem jidiš. 
V roce 1969 jeden z místních učitelů, jménem Karl Phillip, vydal malou učebnici a slovníček. Po holokaustu zbylo jen velmi málo mluvčích tohoto jazyka. O tomto jazyce téměř nikdo nevěděl až do roku 1981, kdy o něm byla reportáž ve zprávách v Izraeli. Poté byl o něm také v roce 1984 napsán článek v New York Times. V 90. letech žilo zhruba 12 lidí ovládající slova z lachoudisch, k roku 2022 je to jazyk mrtvý.